# Aldehorno
Aldehorno – gmina w Hiszpanii, w prowincji Segowia, w Kastylii i León, o powierzchni 11,92 km². W 2011 roku gmina liczyła 57 mieszkańców.